# Нкаса Рупара (національний парк)
Мамілі (національний парк) (англ. Mamili National Park, or Nkasa Rupara National Park) — національний парк розташований в області  Замбезі в  Намібії. Створено в 1990 р. на обшарі 320 km². Центральним пунктом парку є острови Nkasa i Lupala на річках Квандо i Лініанті. Є частиною Транскордонного заповідника Каванго-Замбезі.
Під час сухого сезону на острови можна достатися наземним шляхом, але в дощовий сезон 80% поверхні заливається, відтинаючись від суходолу.

## Туризм
Це найдикіший i рідко відвідуваний національний парк Намібії. Вологі, населені неімовірно багатою фауною річкові острови і канали. Тут немає люксових кемпінгів, туристи приїздять на власний ризик. Мамілі — найбільша охоронювана волога територія в Намібії.
Оскільки в дощовий сезон у регіоні часто трапляються повені, мешкання в наметах не є бажаним. Керівники мусять бути дуже обережними і уникати річок, де чатують крокодили, деякі до 5 м довжиною. Відвідувачі повинні мати при собі питну воду, паливо і їжу.
Дозволи на відвідування парку видаються Міністерством Екології і Туризму (MET) в бюро у Katima Mulilo i Віндгуку, або через регіональні бюро в Susuwe, Nakatwa i Shisinze або на північній брамі Національного парку Мамілі (Nkasa Lupala), де можна також придбати мапу парку.

## Флора i фауна
Серед рослинності Національного парку Мамілі домінують види, що зростають у вологих біотопах.
Розлогі вологі території забезпечують ідеальну охорону для ссавців, що живуть тут.
Там зустрічаються антилопи ситатунга, антилопи лічі, лікаони, бегемоти i крокодили.
Серед інших тварин, що живуть тут, слони буйволи, чалі антилопи, імпали, куду. В сухий зимовий сезон на островах збираються велетенські стада слонів.
Птахи кількох видів більш ніде у Намібії не зустрічаються.

## Галерея

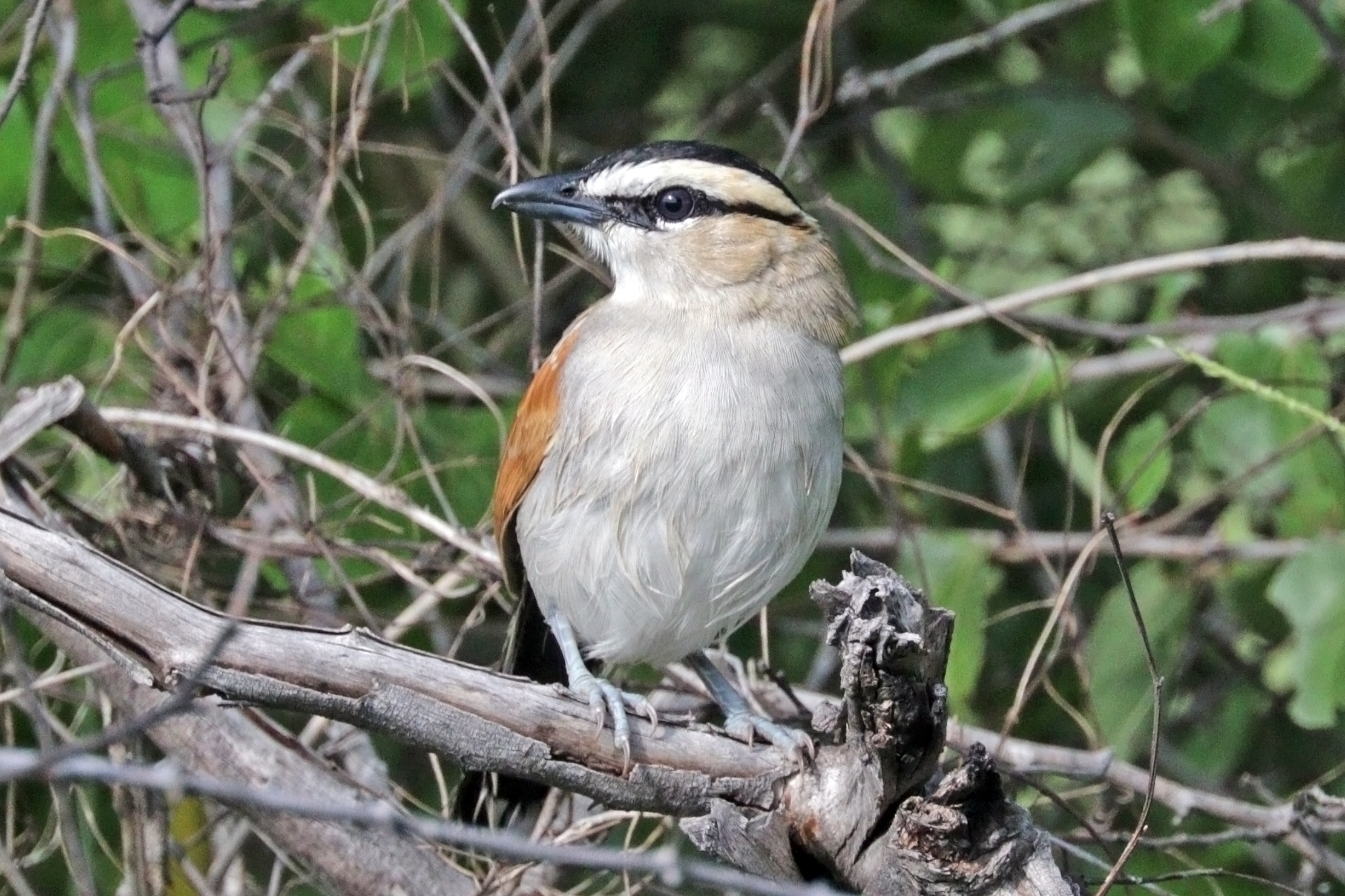
Чагра велика
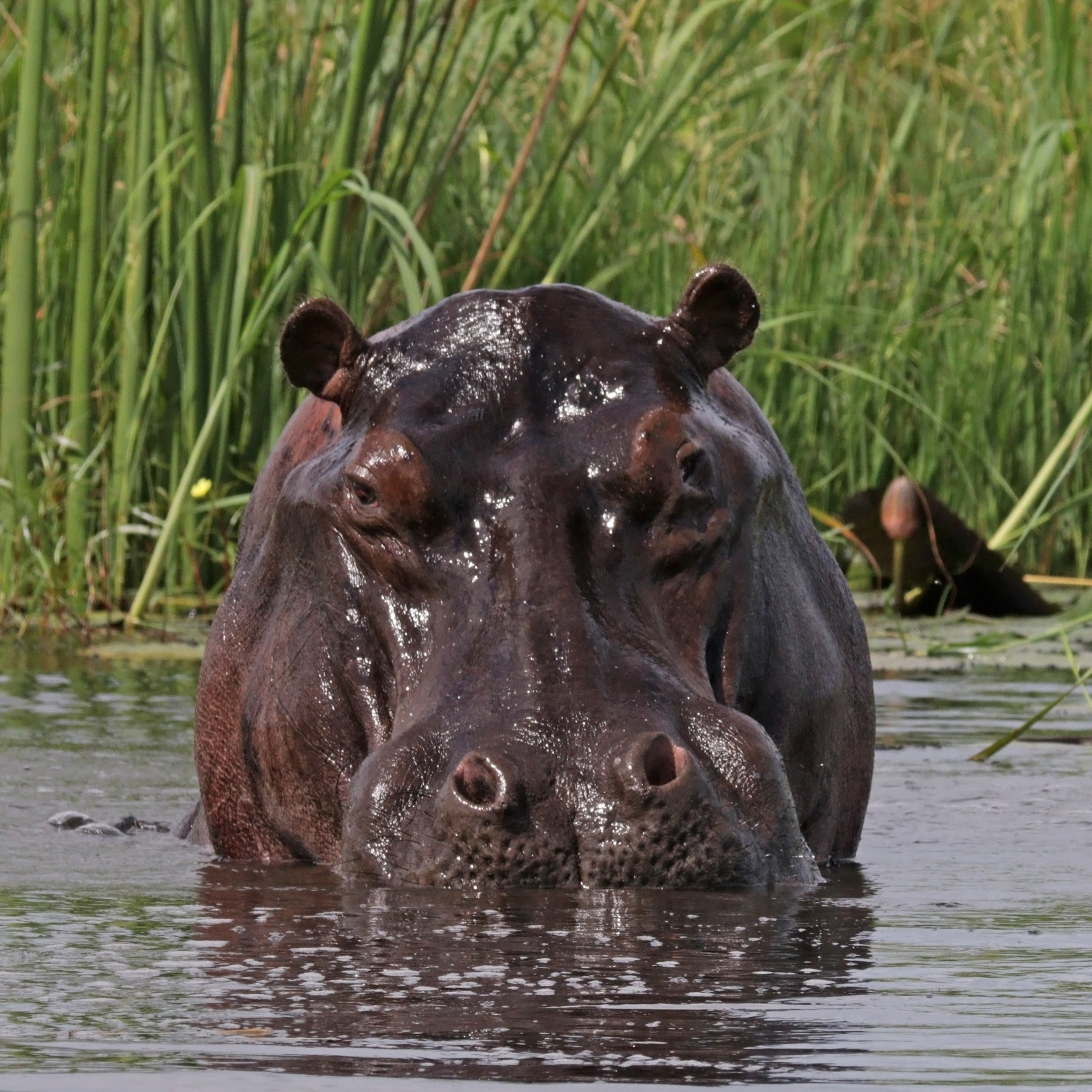
Бегемот звичайний
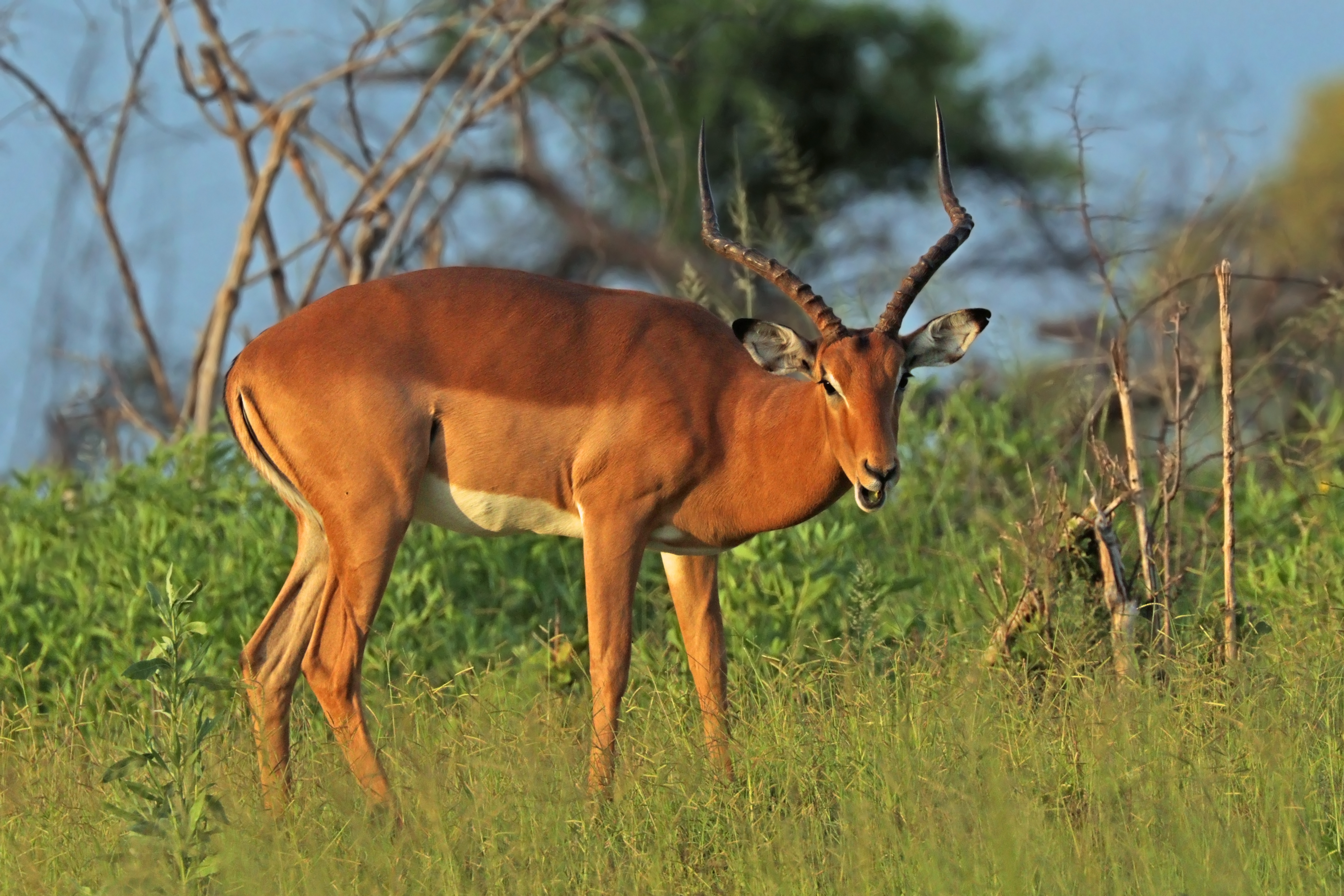
Самець імпали

## Ресурси Інтернету
- Park Narodowy Mamili [Архівовано 9 серпня 2016 у Wayback Machine.]
- Mamili National Park w serwisie Republic of Namibia Ministry of Enviroment & Tourism
- Сафари национальный парк Мамили
- Описание Национальный парк Мамили [Архівовано 24 лютого 2016 у Wayback Machine.]
- Mamili National Park
- Mamili Fact Sheet 1
- Mamili Fact Sheet 2
- Robert's Bird Guide.Chittenden, H and Upfold, G: 2007 . John Voelcker Bird Book Fund, 456 pp
- [Архівовано 28 вересня 2013 у Wayback Machine.]
- [Архівовано 17 жовтня 2012 у Wayback Machine.]
- [Архівовано 4 березня 2016 у Wayback Machine.]
- [Архівовано 4 березня 2016 у Wayback Machine.]
- Nkasa Lupala Tented Lodge [Архівовано 9 січня 2013 у Wayback Machine.]
- www.bushdrums.com [Архівовано 27 вересня 2013 у Wayback Machine.]
- [Архівовано 9 січня 2013 у Wayback Machine.]